# Thierry Saussez
Thierry Saussez (ur. 8 lutego 1949 w Bois-Colombes we Francji) - konsultant wyspecjalizowany w marketingu politycznym i uczestniczący w ponad 500 kampaniach wyborczych, w tym takich polityków francuskich jak Jacques Chirac, Édouard Balladur, Alain Juppé i Nicolas Sarkozy. 
W 1982 stworzył agencję Image & Stratégie, w 1988 firmę Thierry Saussez Conseils, w 1993 wszedł do zarządu Bernard Krief Consulting Group. 
W 2006 został odznaczony Orderem Legii Honorowej V klasy, przez ówczesnego ministra spraw wewnętrznych Nicolasa Sarkoz'yego. Według francuskich mediów stanowi on element „ekipy Sarkozy’ego” (Franck Louvrier, Laurent Solly, Frédéric Lefebvre i Emmanuelle Mignon). Thierry Saussez uczestniczył w stworzeniu formuły komunikacji politycznej określanej przez magazyn Stratégies jako „zarządzanie agencją dnia mediów”
Według dziennika „Le Monde” poradził Nicolasowi Sarkozy'emu złożyć dymisję latem 2006 i poświęcić się wyłącznie kampanii wyborczej.
16 kwietnia 2008 na prośbę prezydenta Nicolasa Sarkozy’ego został członkiem administracji rządowej przy gabinecie François Fillona, obejmując stanowisko urzędnicze ds. komunikacji rządu (Service d'information du gouvernement) i koordynacji działań w ramach gabinetu.

## Wybrane publikacje
- Politique séduction : comment les hommes politiques arrivent-t-ils à vous plaire, éd. Jean-Claude Lattès, 1985, 238 stron.
- Le Challenger, éd. Jean-Claude Lattès, 1988, 246 stron.
- Nous sommes ici par la volonté des médias, éd. Robert Laffont, 1990, 222 stron.
- Tapie-Le Pen, les jumeaux du populisme, Editions n°1, 1992, 255 stron.
- A la table des politiques, éd. Plon, 1994, 292 stron.
- Le Temps des ventriloques : médias, sondages et marionnettes menacent-ils la démocratie ?, éd. Belfond, 1997, 125 stron.
- Le Pouvoir des mentors : petit manuel à destination de tous ceux qui s'intéressent aux coulisses de la vie politique et des campagnes électorales, Editions n°1, 1999, 172 stron.
- Le Style réinvente la politique, Editions de la Renaissance, 2004, 235 stron.
- La prise de l'Elysée, Les campagnes présidentielles de la Ve République, współautor z Jakiem Séguélą, Ed. Plon, 2007, 276 stron.